# Torrent de Lluc
El Torrent de Lluc o d'Albarca neix a la vall de Lluc per la confluència de diverses torrenteres, al municipi d'Escorca (Mallorca), discorre pel clot d'Albarca, on rep el torrent d'Alqueda, i s'ajunta amb el del Gorg Blau a l'Entreforc formant el Torrent de Pareis. Altres afluents del torrent són el torrent dels Boverons i el torrent dels Horts. Té una conca de 28 km² i un desnivell total de 500 m. Juntament amb el torrent del Gorg Blau o sa Fosca i Torrent de Pareis, el 2003 fou declarat Monument Natural.